# Louisa Hálková-Šrobárová
Louisa Hálková-Šrobárová, rodným jménem Aloisie Klicperová (8. července 1882, Praha – 8. listopadu 1954), byla spisovatelka, šiřitelka osvěty a vzdělávání žen, příslušnice ženského hnutí v Čechách i na Slovensku, manželka lékaře Ivana Hálka a politika Vavro Šrobára, matka herečky Eleny Hálkové, babička herečky Jany Štěpánkové, pro kterou napsala dětskou knížku „Jak sýkorka přišla o ocásek“.

## Rodina
Narodila se do rodiny Eduarda Klicpery, profesora karlínské reálky, a jeho ženy Aloisie, rozené Hübnerové. Její otec zemřel, když jí byly dva roky. Absolvovala učitelský ústav s odhodláním odejít učit na venkov, aby byla v přímém styku s lidem. To ji spojovalo s budoucím manželem Ivanem Hálkem, synem slavného českého básníka Vítězslava Hálka, který stejně jako ona vyrůstal od dvou let jen se svou matkou, protože i jeho otec předčasně zemřel. Po studiích medicíny se rozhodl začít svou lékařskou praxi na Slovensku, kam ho devatenáctiletá Louisa v roce 1901 následovala. Usadili se v Čadci i s matkou Ivana Hálka Dorotou.

## Život s Ivanem Hálkem na Slovensku
V roce 1903 se za Ivana Hálka v Praze provdala. Následovaly roky života v chudém kraji na severozápadě Slovenska, kde mladý lékař Ivan Hálek působil jako venkovský praktik, a musel tak zastat práci internisty, chirurga, gynekologa, oftalmologa i dermatologa. Louisa se osvědčila jako obětavá šiřitelka osvěty – docházela do rodin a vyučovala negramotné děti.
V roce 1905 se přestěhovali do Žiliny, kde Ivan Hálek převzal lékařskou praxi po Dušanu Makovickém. „Peněz si z Čadce neodnášel, ale lásku svého hornianského lidu, který ho zahrnoval vděčností až dojemnou,“ napsala Louisa Hálková v rukopise „Paní Dorotka Hálková“, který obsahoval vzpomínky na její tchyni. Líčila v něm dětství, mládí i dospělý věk svého manžela a popsala vdovu po Vítězslavu Hálkovi jako skromnou a plachou ženu, která nikdy nemluvila o tom, že byla manželkou a múzou slavného básníka.
V dubnu 1907 se Hálkovým v Žilině narodila prvorozená dcera Elena, v listopadu stejného roku zemřela její tchyně Dorota Hálková.
Na Slovensku se Louisa Hálková zapojila do spolkové činnosti a řadu let zastávala funkci předsedkyně žilinské Živeny (nejstaršího ženského spolku na Slovensku). Udržovala také kontakty s českými ženskými spolky, především s moravským ženským spolkem Vesna. Podporovala vzdělávání žen a účastnila feministicky orientovaných akcí, které pořádala slovenská spisovatelka a propagátorka ženské emancipace Hana Gregorová.
Její vystupování na těchto večírcích a shromážděních a agitování za větší zapojení žen do veřejného života jí vyneslo kritiku ze strany slovenských národovců. Například v dubnu 1913 ji slovenské Národné noviny kritizovaly za její recitaci veršů českého básníka Josefa Svatopluka Machara, přítele jejího muže.

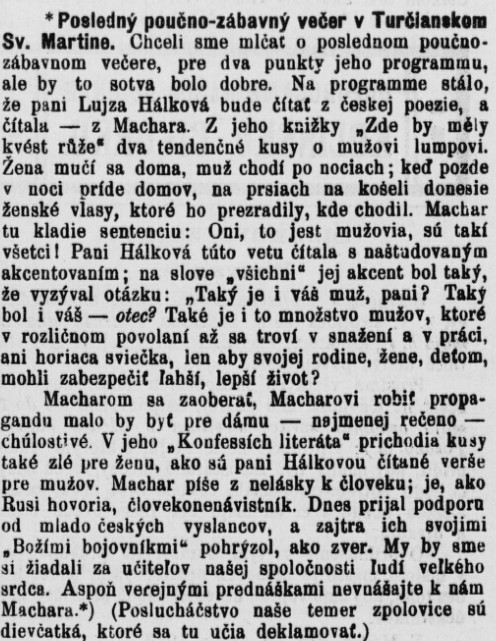
Článek o recitaci Louisy Hálkové ve slovenských Národných novinách z 19. dubna 1913

V srpnu 1913 se měla rodina ze Slovenska vystěhovat kvůli tomu, že se Ivan Hálek zúčastnil výročního shromáždění slovenské národní politické organizace Turčanském sv. Martině. Po protestech pacientů a po výslechu mohl Hálek s rodinou na Slovensku zůstat.
Na začátku prosince 1913 se Hálkovým v Žilině narodila druhá dcera Taťána.
V době první světové války žila Louisa Hálková s dcerami v Praze, protože její manžel sloužil jako lékař na různých místech. Zapojila do aktivit českých žen, zejména nového sdružení zaměřeného na pomoc raněným vojákům.

## Návrat do Žiliny po vzniku Československa
Po vzniku Československa se rodina přestěhovala do Bratislavy, protože se Ivan Hálek stal zdravotním referentem prvního československého ministra zdravotnictví a tělovýchovy Vavro Šrobára.
V roce 1920 se rodina vrátila do Žiliny, kde se Ivan Hálek podílel na založení dětské nemocnice v Bytčici v roce 1920 ve spolupráci s Československým červeným křížem a misí britské humanitární pracovnice Lady Muriel Paget. V Bytčici manželé Hálkovi iniciovali vznik ochotnického divadelního souboru v Bytčici, který na svou dobu dosahoval vysoké umělecké úrovně. Jejich láska k divadelnímu umění ovlivnila jejich dceru Elenu, která se stala herečkou.
V roce 1928 odstoupila Louisa Hálková z vedení spolku Živena v Žilině poté, co byla zvolena předsedkyní Severního okresu Živeny, nadále však zůstala v žilinském spolku Živeny aktivní, stejně jako ve vzdělávacím spolku P. O. Hviezdoslava při dívčím gymnáziu a dalších organizacích. Její úspěšné působení dokládá i skutečnost, že v roce 1928 žilinský spolek byl s 264 členy druhý nejpočetnější na Slovensku hned po bratislavském.
Manželé Hálkovi, kteří na Slovensku odvedli významnou práci na poli osvěty a vzdělávání, přišli o svůj slovenský domov ze dne na den 14. března 1939, kdy ministerstvo vnitra nově vyhlášeného Slovenského státu propustilo české zaměstnance.
Během druhé světové války byli Hálkovi zapojeni do českého domácího odboje. Konce války se dočkala jen Louisa Hálková, Ivan Hálek zemřel 17. února 1945.
Po smrti svého manžela se Louisa Hálkové věnovala své vnučce Janě Štěpánkové, pro kterou jako vzpomínku na společně prožité chvíle v Bytčici napsala knížku „Jak sýkorka přišla o ocásek“, která vyšla v roce 1947 s ilustracemi Vojtěcha Kubašty.

## Druhé manželství s Vavro Šrobárem
V roce 1947 se provdala za Vavro Šrobára, přítele Ivana Hálka, který jako on patřil mezi zastánce čechoslovakismu a stoupence T. G. Masaryka. Po komunistickém převratu v únoru 1948 ho Klement Gottwald jmenoval ministrem pro sjednocení zákonů, protože chtěl mít ve vládě člověka spojeného s T. G. Masarykem.
Od roku 1949 nechal Vavro Šrobára a jeho ženu sledovat Státní bezpečností. Sledování Louisy Šrobárové pokračovalo i po smrti Vavro Šrobára na konci roku 1950. Státní bezpečnost pátrala po materiálech po Vavro Šrobárovi týkajících se T. G. Masaryka.
Mladší dcera Taťána emigrovala po Únoru 1948 na Západ s manželem JUDr. Vladimírem Valentou.
Louisa Hálková-Šrobárová zemřela v Praze 8. listopadu 1954 ve věku 72 let. Pohřbena byla do hrobu Ivana Hálka na Vinohradském hřbitově.
Působení manželů Hálkových v Žilině připomíná slovenský film Živá voda z roku 1980, ve kterém Louisu Hálkovou ztvárnila herečka Lenka Skopalová.